# Elisabeth van Hongarije (1144-1189)
Elisabeth van Hongarije (circa 1144/1145 - op een 12 januari na het jaar 1189) was tweemaal hertogin-gemalin van Bohemen.

## Levensloop
Ze was een dochter van koning Géza II van Hongarije en Euphrosina van Kiev. Rond het jaar 1157 huwde ze met kroonprins Frederik van Bohemen, die van 1172 tot 1173 en van 1178 tot 1189 hertog van Bohemen was.
Elisabeth was tweemaal regentes van Bohemen in afwezigheid van haar echtgenoot. In 1179 vocht ze persoonlijk mee bij het succesvolle beleg van Praag tegen hertog Soběslav II van Bohemen, die van 1173 tot 1178 Bohemen regeerde, en op haar vaandel hingen verschillende religieuze tekens. In 1184 verscheen Elisabeth nogmaals op het slagveld en ook deze keer wonnen de Bohemen. 
Na de dood van haar man en de troonsbestijging van hertog Koenraad II Otto van Bohemen, verliet Elisabeth in 1189 Bohemen. Het is niet bekend hoe haar verdere leven verliep. 
Frederik en Elisabeth kregen zes kinderen:
- Helena (geboren in 1158), verloofd met Peter, de zoon van keizer Manuel I Komnenos van het Byzantijnse Rijk.
- Sophie (overleden in 1185), gehuwd met Albrecht I van Meissen
- Ludmilla (circa 1170 - 1240), gehuwd met Albert III van Bogen en daarna met Lodewijk de Kelheimer
- Wratislaus (overleden in 1180)
- Olga (overleden rond 1163)
- Margareta (overleden in 1167)